# Амірабадська культура
Амірабадська культура — археологічна культура пізньої бронзової доби.
Датується 900—700 рр. до н. е. Була поширена на території стародавнього Хорезма.
Виділена радянським вченим С. П. Толстовим по розкопках стоянок у районі каналу Амірабад (Каракалпакстан) в 1937—1940.
Населення Амірабадської культури, що жило родовими громадами (селища з 15—20 прямокутних напівземлянок), займалося іригаційним землеробством і скотарством.
Кераміка Амірабадської культури ліпна, поверхня посудин часто залощена.
На поселенні Якке-Парсан 2 знайдені також бронзові листоподібні наконечники стріл, серпи й форми для їхнього виливу.